# ویکتور یوکرش
ویکتور اینار یوکرش (به سوئدی: Viktor Einar Gyökeres) سوئدی: [ˈvɪ̌k:tɔr ˈjø̂:kɛrɛs]; زادهٔ ۴ ژوئن ۱۹۹۸) بازیکن حرفه‌ای فوتبال اهل سوئد است که به عنوان مهاجم برای تیم فوتبال آرسنال و تیم ملی سوئد بازی می‌کند.
در مورد تلفظ نام او، اشتباهات بسیاری از سوی رسانه‌های پارسی‌زبان صورت گرفته‌‌است؛ بدلیل اصالت سوئدی این بازیکن، تلفظ صحیح نام او، «ویکتور یوکرش» است. هر تلفظ دیگری مانند گیوکرش، یوکرس و یا گیوکرس، اساساً نادرست است.
یوکرش نخستین بازی حرفه‌ای خود را در سال ۲۰۱۵ با باشگاه سوئدی بروماپویکارنا انجام داد و بیش از پنجاه بازی برای این تیم انجام داد. او سه سال بعد به برایتون پیوست. گیوکرش به‌طور قرضی به باشگاه‌هایی همچون سنت‌پائولی، سوانزی سیتی و کاونتری سیتی منتقل شد و در سال ۲۰۲۱ به صورت دائمی به کاونتری سیتی پیوست. باشگاه فوتبال اسپورتینگ لیسبون در سال ۲۰۲۳ او را با مبلغی رکوردشکن به ارزش ۲۰ میلیون یورو خریداری کرد.
در نخستین فصل خود، او به اسپورتینگ کمک کرد تا لیگ برتر فوتبال پرتغال را فتح کند. او همچنین برنده‌ی جایزه بولا د پراتا به عنوان بهترین گلزن لیگ برتر فوتبال پرتغال با ۲۹ گل در ۳۳ بازی و جایزهٔ بازیکن سال این لیگ شد. همچنین گیوکرش جایزه‌ی برترین بازیکن سال ۲۰۲۴ سوئد را نیز از آن خود کرد. 
گیوکرش، نماینده‌ی سوئد در سطوح مختلف جوانان بود و در جام ملت‌های زیر ۱۹ سال اروپا ۲۰۱۷  به‌طور مشترک برترین گل‌زن شد. او نخستین بازی خود را برای تیم بزرگسالان سوئد در سال ۲۰۱۹ انجام داد.

## زندگی شخصی
یوکرش، از طرف پدربزرگ پدری خود که به سوئد مهاجرت کرده بود، اصالت مجارستانی دارد، و دارای تابعیت دوگانه‌ی مجارستان و سوئد است. پدر او، استفان گیوکرش، در دهه‌های ۱۹۸۰ و ۱۹۹۰ برای باشگاه‌های ای‌اِف‌کا اوسترشوند و استوگون فوتبال بازی می‌کرد.
یوکرش پیش‌تر با آماندا نیلدن، بازیکن حرفه‌ای فوتبال رابطه داشت، که او را زمانی که هر دو نوجوان و در حومهٔ استکهلم برای باشگاه فوتبال بروماپویکارنا بازی می‌کردند، ملاقات کرده بود. زمانی که یوکرش به برایتون پیوست، نیلدن در سال ۲۰۱۸ با او به انگلستان نقل مکان کرد و به تیم زنان باشگاه برایتون پیوست.
در ژانویه‌ی ۲۰۲۴، یک برنامه تلویزیونی CMTV گزارش داد که یوکرش با بازیگر پرتغالی، اینس آگویر، در رابطه است.

## سبک بازی ویکتور یوکرش
ویکتور یوکرش در پست مهاجم میانی بازی می‌کند. او در فاز حمله و دفاع، موقعیت بالای خود را حفظ می‌کند و نقطه‌ی کانونی بازی تهاجمی تیمش است. این مهاجم با قرارگیری در موقعیت پیشرفته، خط دفاعی حریف را تحت فشار قرار می‌دهد و برای هم‌تیمی‌هایش فضا ایجاد می‌کند. گیوکرش زمانی که مالک توپ باشد، بسته به شرایط بازی، در پی نفوذ به فضای پشت مدافعان، نگه‌داری توپ و یا ارتباط با هافبک‌ها خواهد بود.
در فاز دفاع، یوکرش در قسمت تهاجمی زمین باقی می‌ماند. او اغلب پرس را رهبری و با فشار روی مدافعان حریف آن‌ها را وادار به اشتباه می‌کند. جای‌گیری این ستاره‌ی سوئدی به او اجازه می‌دهد تا از اشتباهات حریف استفاده و به‌سرعت آن‌ها به حمله‌ای برای تیمش تبدیل کند. با باقی‌ماندن در مرکز و جای‌گیری در نیمه‌ی حریف، هم‌تیمی‌های او همیشه از وجود یک گزینه قطعی در حمله اطمینان دارند.
ویکتور یوکرش دارای ویژگی‌های بدنی برجسته‌ای است که را به بازیکن قدرتمند و غالب در فاز تهاجمی تبدیل می‌کنند. این مهاجم سوئدی با قد ۱.۸۹ متر (۶ فوت و ۲ اینچ) ترکیبی از قد و قدرت بدنی بالا دارد که به او امکان مهار مدافعین و برتری در دوئل‌ها را می‌دهند. قدرت بدنی بالا به یوکرش اجازه می‌دهد که توپ را حفظ کند و در جریان بازی‌سازی و بازی پشت به دروازه مفید باشد.
یوکرش حتی با وجود جثه‌ی بزرگش، به‌طرز شگفت‌آوری چابک و سریع است. او توانایی ویژه‌ای در استارت‌های سرعتی دارد که او را در فرار از مدافعین یاری می‌کند تا در فازهای انتقالی و حمله به فضای پشت خط دفاع حریف، تهدیدی جدی به‌شمار آید. تعادل و تناسب بدنی‌اش به او امکان تغییر جهت کارآمد را می‌دهد – که در دریبل‌زنی یا فرار از فشار حریف کاربردی‌اند.
علاوه بر این، استقامت و تلاش او قابل تقدیر است. یوکرش در پرس نقشی فعال دارد، به‌طور مداوم بر مدافعان حریف فشار وارد می‌کند و حتی در صورت لزوم به عقب بازمی‌گردد. 